# Royal Perth Yacht Club
Le Royal Perth Yacht Club est un club nautique situé à Crawley (Perth) en Australie-Occidentale.

## Histoire
Le Royal Perth Yacht Club peut retracer ses origines à 1841 quand un groupe de marins a organisé une régate pour célébrer la Journée de la Fondation. En 1865, ce groupe de marins pionniers a officialisé le Perth Yacht Club. Aujourd'hui, il est le troisième plus ancien Yacht club  d'Australie après le Royal Yacht Club of Victoria et le Royal Sydney Yacht Squadron.
En 1880, une jetée a été construite et le clubhouse a ouvert entre 1889 et 1890. Il a reçu la Charte royale et les Lords de l'Amirauté lui ont accordé  le Blason royal et de naviguer avec le Blue Ensign.
Lors d'une assemblée générale en 1891, l'ancien fanion bleu du PYC bleu a été remplacé par un fanion avec la Croix de saint Georges triangulaire et la Couronne de saint Édouard dans la partie supérieure.

En 1920, le clubhouse a été agrandi pour recevoir la Réserve militaire de la Marine royale australienne(Royal Australian Naval Volunteer Reserve) d'Australie-Occidentale.

En 1953, le site devenu inutilisable a été déplacé à Crawley. En 1979, le RPYC a organisé le 20.000 km Parmelia Yacht Race (en) de Plymouth, en Angleterre.

## Coupe de l' America
Après avoir été le club challenger victorieux lors de la Coupe de l'America en 1983 avec Australia II (KA-6 mettant fin à la suprématie américaine du New York Yacht Club, le RPYC a accueilli la Coupe de l'America en 1987 à Fremantle Harbour, une annexe du RPYC nouvellement établie en présentant le defender Kookaburra III (KA-15).